# Skipton-on-Swale
Skipton-on-Swale – wieś w Anglii, w hrabstwie North Yorkshire, w dystrykcie (unitary authority) North Yorkshire. Leży 37 km na północny zachód od miasta York i 313 km na północ od Londynu.